# Chi Lựu
Chi Lựu hay chi Thạch lựu (danh pháp khoa học: Punica) là một chi nhỏ của 2 (3?) loài cây bụi/cây gỗ nhỏ có lá sớm rụng có quả ăn được. Loài được biết đến nhiều nhất là lựu (thạch lựu) (Punica granatum). Loài thứ hai là lựu Socotra (Punica protopunica) là loài đặc hữu của đảo Socotra. Loài thứ ba được IPNI nhắc tới là Punica sinensis nhưng không chỉ rõ khu vực sinh sống nên không chắc chắn là có thật hay chỉ là đồng nghĩa của P. granatum. Loài lựu Socotra khác với thạch lựu ở chỗ nó có các hoa màu hồng chứ không có hoa màu đỏ và quả nhỏ cũng như ít ngọt hơn.
Mặc dù trước đây chúng được đặt trong họ của chính chúng là Punicaceae, nhưng các nghiên cứu phát sinh loài gần đây cho thấy Punica thuộc về họ Bằng lăng (Lythraceae), và Angiosperm Phylogeny Group cũng xếp nó trong họ này.
Các loài
- Punica granatum L.: Lựu
- Punica protopunica Balf.

## Hình ảnh

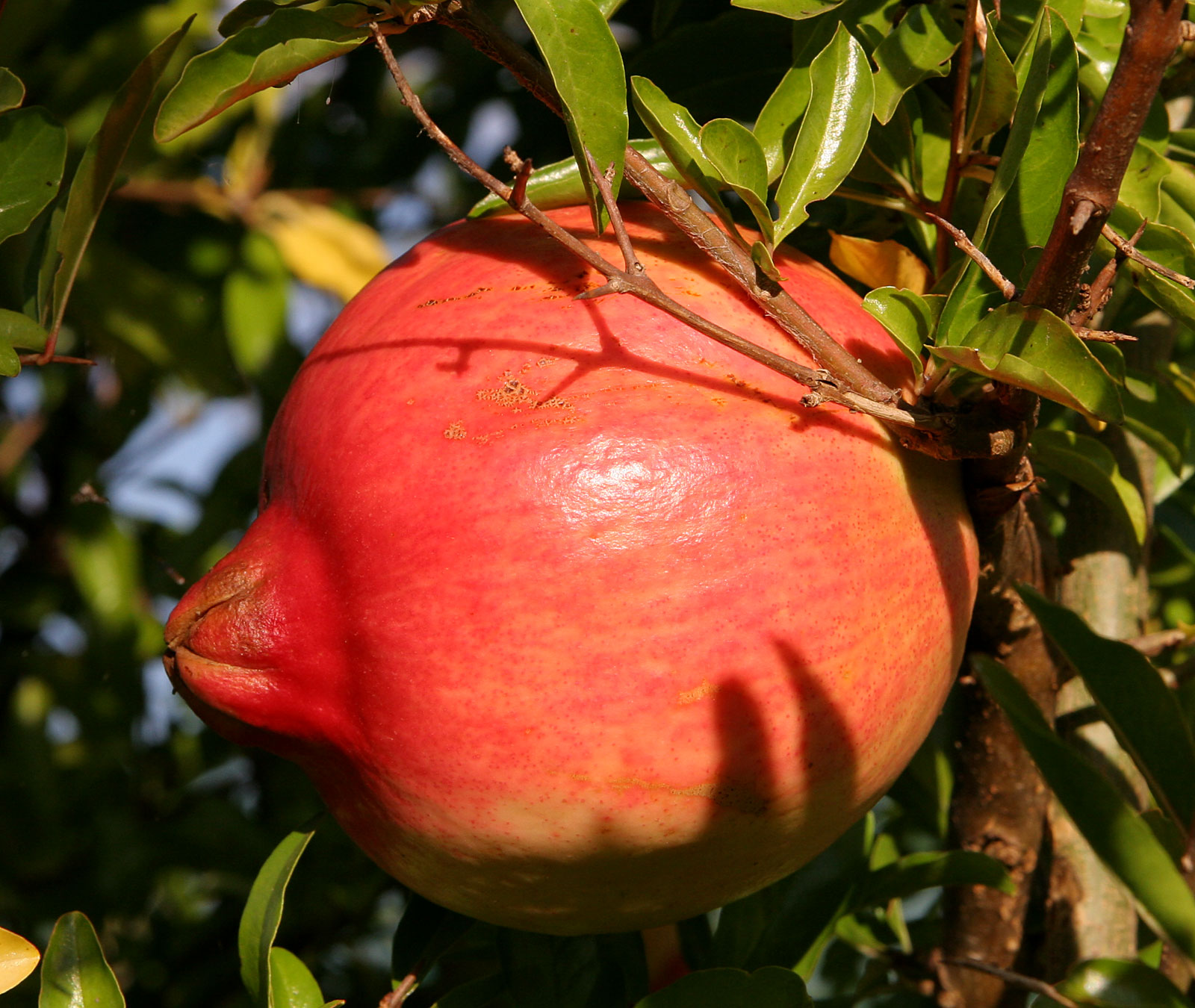
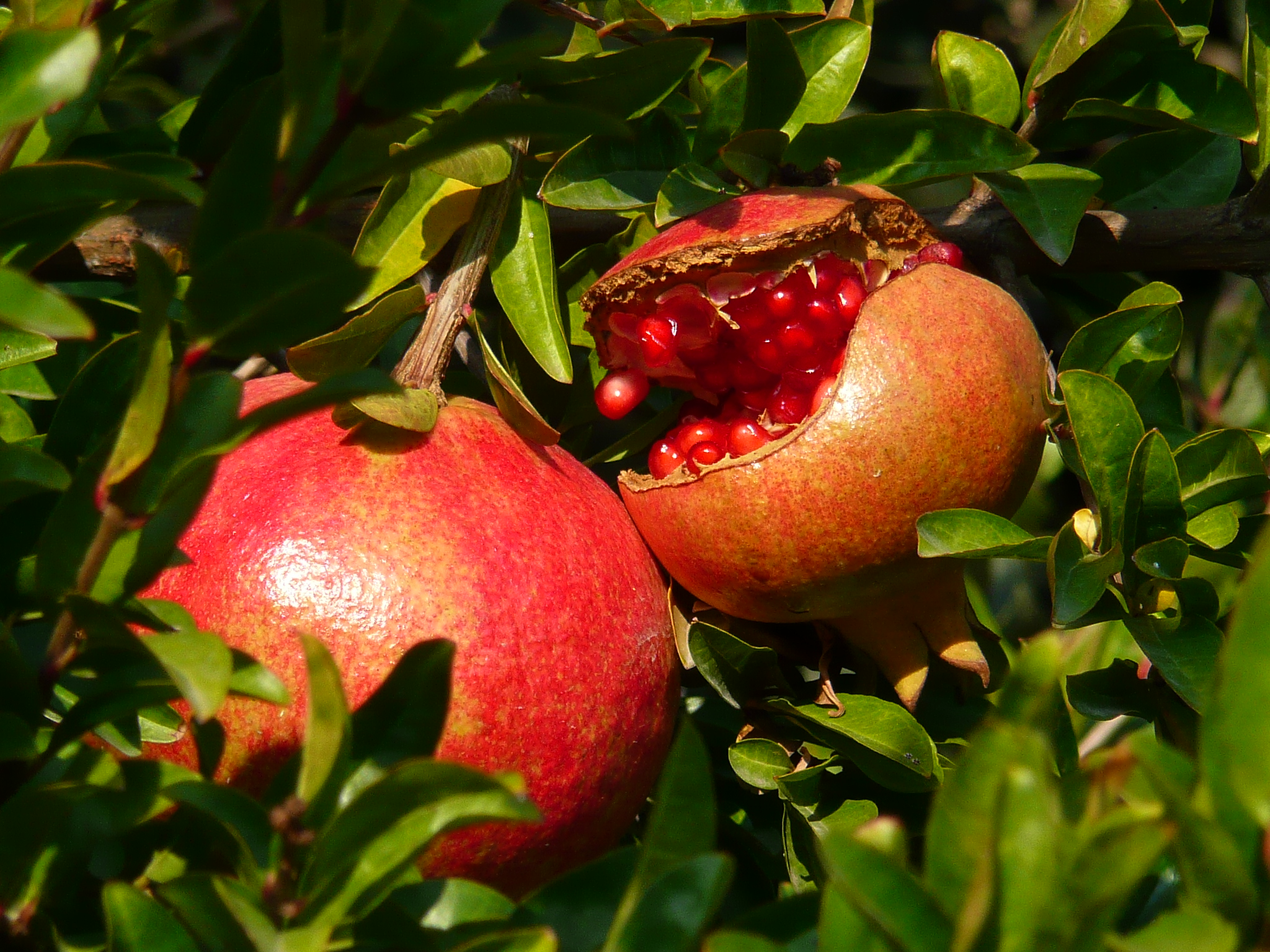
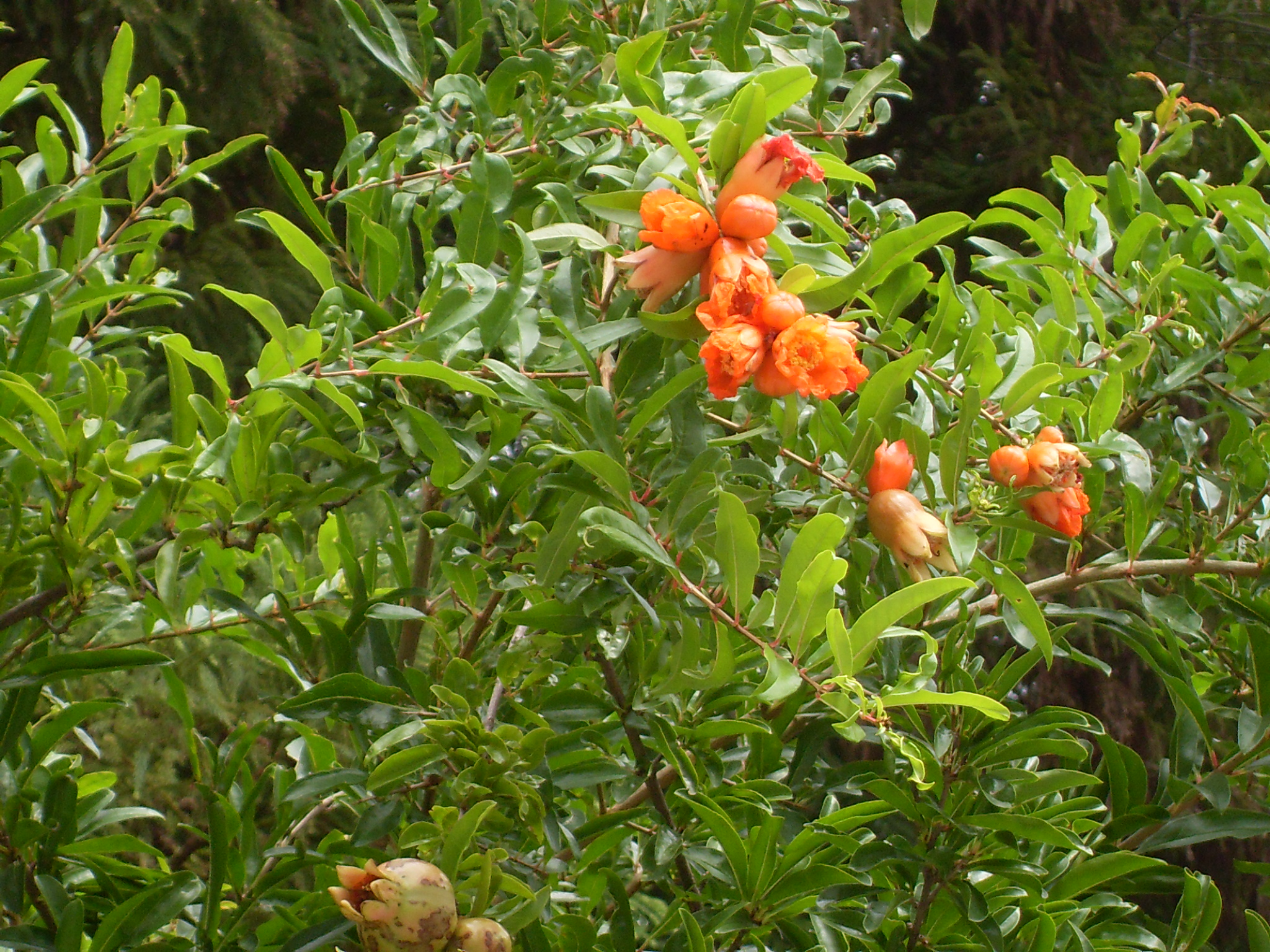